# Тируляй
Тируляй (лит. Tyruliai) — местечко в Радвилишкском районе Шяуляйского уезда Литвы.
Центр Тируляйского староства.

## История
В 1953 году был известен как посёлок торфодобытчиков. В 1958 году получил статус посёлка городского типа. В 2003 году получил статус местечка.

## Население
| 1959 | 1970 | 1979 | 1989 |
| ---- | ---- | ---- | ---- |
| 937  | 829  | 736  | 564  |

| Год  | Численность | Численность |
| ---- | ----------- | ----------- |
| 2001 | 411         | [ 6 ]       |
| 2002 | 418         | [ 6 ]       |
| 2003 | 415         | [ 6 ]       |